# Droplaugarsönernas saga
Droplaugarsönernas saga (isl. Droplaugarsona saga ) är en av islänningasagorna. Den utspelar sig kring södra delen av sjön Lagarfljót på nordöstra Island. Handlingen sker under åren 990 till cirka 1006.

## Handling
Droplaug var änka efter hövdingen Torvald Tidrandasson på gården Arneiðarstadir vid Lagarfljóts södra ände. Sagan handlar om hennes två söner, Helge och Grim, och deras långa strid med goden Helge Åsbjarnarsson. Helge och Grim förekommer också i Fljotsdalssagan.

## Tillkomst, manuskript och översättning
Sagan är skriven omkring år 1220. Den finns i sin helhet bevarad i Möðruvallabók, AM 132 fol. Sagan trycktes först i Köpenhamn år 1847 i Nordiske Oldskrifter II.
Sagan är översatt till svenska av Åke Ohlmarks (1964).